# Sebastiano Pappalardo
Sebastiano Pappalardo (Trecastagni, 24 ottobre 1924 – Trecastagni, 10 ottobre 2010) è stato un imprenditore italiano, fondatore e patron della SP Energia Siciliana, tra le maggiori aziende a livello nazionale nel settore della distribuzione di carburante.

## Biografia

### Attività imprenditoriale
Di umili origini, molto giovane lavorò come operaio alla Barilla di Parma dove si occupava del funzionamento dei forni per asciugare la pasta; tornato in Sicilia, si dedicò al commercio e a Pedara, in provincia di Catania, aprì un negozio di motorini e automobili. Passato al commercio di carburanti, nel 1949 aprì nello stesso paesino etneo la prima stazione di servizio sotto l'insegna Agip. A questa fecero immediatamente seguito gli impianti aperti ad Acireale e Motta Sant'Anastasia.
Pappalardo creò così una ditta che si occupava non solo dell'erogazione e della distribuzione della benzina, ma anche di trasporto del carburante e soprattutto costruzione e manutenzione dei distributori; le attività della sua impresa si espansero in tutta la Sicilia e nel 1970 creò la Sebastiano Pappalardo s.r.l., poi divenuta SP Energia Siciliana con sede sulla Strada statale 121 nel territorio di Piano Tavola, frazione di Belpasso.
Pioniere nel settore della distribuzione di carburante in Sicilia, la sua azienda negli anni seguenti si espanse anche a livello nazionale, divenendo uno dei maggiori distributori indipendenti italiani. Amministratore unico della società fin dalla sua creazione, durante i suoi ultimi anni di vita la gestione amministrativa era passata in mano agli eredi.

### Mecenatismo sportivo
Mecenate dello sport, il Cavaliere Pappalardo attraverso le sue sponsorizzazioni ha dato sostegno a diversi tornei e manifestazioni sportive svoltesi nel Catanese, nonché a molte società sportive locali, a partire dal Calcio Catania - di cui la SP è stata sponsor ufficiale per 17 stagioni - ed altri sport quali l'automobilismo, la pallacanestro, la pallanuoto, ma soprattutto, il ciclismo, di cui era appassionato; in quest'ultimo ambito va ricordato il sostegno fornito per lunghi anni all'ASD Energym, società di ciclismo giovanile di Bronte, nota come SP Energia Siciliana Bronte.
Dal 1995 al 1997 è stato presidente dell'Unione Sportiva Trecastagni, compagine calcistica che militava nel campionato di Eccellenza Sicilia.